# Macungie
Macungie es un borough ubicado en el condado de Lehigh en el estado estadounidense de Pensilvania. En el año 2000 tenía una población de 3,039 habitantes y una densidad poblacional de 1,180.3  personas por km².

## Geografía
Macungie se encuentra ubicado en las coordenadas 40°30′50″N 75°33′9″O / 40.51389, -75.55250.

## Demografía
Según la Oficina del Censo en 2000 los ingresos medios por hogar en la localidad eran de $51,721 y los ingresos medios por familia eran $56,848. Los hombres tenían unos ingresos medios de $44,821 frente a los $34,722 para las mujeres. La renta per cápita para la localidad era de $26,965. Alrededor del 3.5 % de la población estaba por debajo del umbral de pobreza.